# Pimentel (Repubblica Dominicana)
Pimentel è un comune della Repubblica Dominicana di 18.280 abitanti, situato nella Provincia di Duarte, fondato da immigrati italiani dal paese sardo di Pimentel (Italia).